# Ichneumon constuprator
Ichneumon constuprator là một loài tò vò trong họ Ichneumonidae.